# بيل آدم
بيل آدم هو سائق سباق كندي، ولد في 25 مايو 1946 في أردري ‏ في المملكة المتحدة.